# Aniba parviflora
Aniba parviflora är en lagerväxtart som först beskrevs av Meissner, och fick sitt nu gällande namn av Carl Christian Mez. Aniba parviflora ingår i släktet Aniba och familjen lagerväxter. Inga underarter finns listade i Catalogue of Life.